# مانويل أناتولي
مانويل أناتولي (8 مايو 1903 بإرون في إسبانيا - 17 مايو 1990) (بالفرنسية: Manuel Anatol)‏ هو منافس ألعاب القوى ولاعب كرة قدم إسباني وفرنسي في مركز الدفاع، شارك في الألعاب الأولمبية الصيفية 1924. وشارك مع منتخب فرنسا لكرة القدم. أما مع النوادي، فقد لعب مع أتلتيك بيلباو وأتلتيكو مدريد وراسينغ كولومب وريال مدريد وريال يونيون ونادي مونبلييه.

## وصلات خارجية
- مانويل أناتولي على موقع قاعدة بيانات كرة القدم.إي يو (الإنجليزية)
- مانويل أناتولي على موقع ناشيونال فوتبول تيمز (الإنجليزية)